# Јукон (Ајдахо)
Јукон (енгл. Ucon) град је у америчкој савезној држави Ајдахо.

## Демографија
По попису из 2010. године број становника је 1.108, што је 165 (17,5%) становника више него 2000. године.
| Група             | 2000.       | 2010.         |
| Белци             | 888 (94,2%) | 1.029 (92,9%) |
| Афроамериканци    | 1 (0,1%)    | 0 (0,0%)      |
| Азијати           | 0 (0,0%)    | 1 (0,1%)      |
| Хиспаноамериканци | 39 (4,1%)   | 67 (6,0%)     |
| Укупно            | 943         | 1.108         |